# Arsénio Castro da Silva
Arsénio Castro da Silva (Vila Nova de Famalicão, 16 de Fevereiro de 1939 - Mexilhoeira Grande, Portimão, 14 de Maio de 2012) foi um sacerdote e jornalista português.

## Biografia

### Nascimento
Nasceu em 16 de Fevereiro de 1939, em Vila Nova de Famalicão.

### Carreira
Fez o serviço militar em Moçambique, onde foi capelão.
Chegou a Portimão em Setembro de 1975, por pedido do Bispo do Algarve, D. Florentino de Andrade e Silva, para fundar um núcleo da Companhia de Jesus naquela cidade. A comunidade iniciou-se no ano seguinte, estando originalmente sedeada numa antiga fábrica de conservas de peixe, sendo a autarquia de Portimão cedido posteriormente um terreno junto à Capela de Nossa Senhora do Amparo. Esta comunidade tornou-se no Vicariato Paroquial de Nossa Senhora do Amparo, que em 1990 foi promovido a paróquia, tendo em 7 de Outubro de 1999 a nova igreja sido sagrada pelo Bispo do Algarve. Após a sua chegada a Portimão, Arsénio Castro da Silva também trabalhou no cais da lota, no carregamento de caixas de peixe, emprego que lhe permitiu criar laços com a comunidade local, além de transmitir uma nova imagem da igreja católica, mais próxima das camadas desfavorecidas.
Destacou-se pela sua obra social, tendo impulsionado a criação de um refeitório para os mais necessitados, do Centro Social da Quinta do Amparo, e de uma escola para crianças ciganas. Também criou uma revista religiosa para a juventude, O Grito Jovem. Também exerceu como professor numa escola secundária em Portimão, e foi um dos fundadores da Rádio Costa d'Oiro, onde foi jornalista, locutor e director de programas.
Em Setembro de 2007, festejou os cinquenta anos na Companhia de Jesus com a publicação de um livro, Flashes do Itinerário de um Jesuíta, e a exposição O jesuíta e os jesuítas.

### Falecimento e homenagens
Faleceu em 14 de Maio de 2012, na Aldeia de São José de Alcalar, na paróquia da Mexilhoeira Grande, aos 73 anos de idade, devido a uma doença prolongada. A missa de corpo presente teve lugar na Igreja do Amparo, no dia seguinte, tendo contado com a presença do padre Alberto Brito, Superior Provincial dos Jesuítas em Portugal, e do Bispo do Algarve, que salientou os seus esforços na formação da comunidade. O corpo foi depois enterrado no cemitério daquela cidade.
Em 2008, foi homenageado com a Medalha de Mérito Municipal de Portimão. Em Dezembro de 2012, o nome de Padre Arsénio Castro da Silva foi colocado numa das artérias da cidade.